# Expertic

Logo des VEB Raumschmuck Olbernhau

Expertic® war der Markenname eines Warenzeichenverbandes in der DDR, der zum Ziel hatte, die zahlreichen Produkte der Kunsthandwerkbetriebe bekannt zu machen und die Rechte der Produzenten zu wahren. Der Verband vergab an Künstler und Kunsthandwerker das expertic-Diplom. 
Produkte mit dem roten Experticlogo gelten noch heute als Sammlerstücke.
Die Marke war seit 1968 für den Warenzeichenverband für Kunsthandwerk und Kunstgewerbe e.V. der DDR in Olbernhau geschützt und erlosch am 29. August 1995. Seit dem April 2004 liegen die Namensrechte bei einer westdeutschen Firma und sind beim Deutschen Patent- und Markenamt eingetragen.